# Оливейра-Фортис
Оливейра-Фортис (порт. Oliveira Fortes) — муниципалитет в Бразилии, входит в штат Минас-Жерайс. Составная часть мезорегиона Зона-да-Мата. Входит в экономико-статистический микрорегион Жуис-ди-Фора. Население составляет 2117 человек на 2006 год. Занимает площадь 110,850 км². Плотность населения — 19,1 чел./км².

## История
Город основан 12 декабря 1953 года. 

## Статистика
- Валовой внутренний продукт на 2003 год составляет 7 479 553,00 реалов (данные: Бразильский институт географии и статистики).
- Валовой внутренний продукт на душу населения на 2003 год составляет 3511,53 реалов (данные: Бразильский институт географии и статистики).
- Индекс развития человеческого потенциала на 2000 год составляет 0,695 (данные: Программа развития ООН).